# Communauté de communes des monts de Châlus
Créée en 2001, La communauté de communes des monts de Châlus est une ancienne communauté de communes française, située dans le département de la Haute-Vienne, en région Nouvelle-Aquitaine.
Elle disparaît  au 1er janvier 2017, date à laquelle elle s'associe à la communauté de communes du Pays de Nexon pour former la nouvelle communauté de communes Pays de Nexon-Monts de Châlus.

## Composition et compétences

### Sept communes solidaires
La communauté de communes des monts de Châlus est créée en décembre 2001. Elle se substitue alors à la communauté de communes du Pays de Châlus, créée le 28 décembre 1994, composée de trois communes : Châlus, Les Cars et Pageas. Elle regroupe désormais sept communes, soit les six du canton de Châlus (Bussière-Galant, Châlus, Flavignac, Lavignac, Les Cars et Pageas) auxquelles s'ajoute la commune de Dournazac.
| Nom             | Code Insee | Gentilé      | Superficie (km2) | Population (dernière pop. légale) | Densité (hab./km2) |
| --------------- | ---------- | ------------ | ---------------- | --------------------------------- | ------------------ |
| Châlus (siège)  | 87032      | Châlusiens   | 27,98            | 1 593 (2014)                      | 57                 |
| Bussière-Galant | 87027      | Bussiérois   | 53,86            | 1 370 (2014)                      | 25                 |
| Dournazac       | 87060      | Dournazacois | 35,97            | 641 (2014)                        | 18                 |
| Flavignac       | 87066      | Flavignacois | 30,79            | 1 045 (2014)                      | 34                 |
| Lavignac        | 87084      |              | 6,04             | 148 (2014)                        | 25                 |
| Les Cars        | 87029      |              | 16,72            | 628 (2014)                        | 38                 |
| Pageas          | 87112      | Pageaciens   | 27,76            | 595 (2014)                        | 21                 |

L'ensemble ne correspond que partiellement à l'entité géographique des monts de Châlus.
La communauté de communes des monts de Châlus est incluse dans le territoire du parc naturel régional Périgord-Limousin et dans la circonscription administrative Pays d'ouest Limousin. 
L'intercommunalité disparaît au 1er janvier 2017, date à laquelle elle s'associe à la communauté de communes du Pays de Nexon pour former la nouvelle communauté de communes Pays de Nexon-Monts de Châlus.

### Compétences
La communauté de communes des monts de Châlus poursuit trois objectifs ambitieux : 
- la mutualisation des moyens,
- l'amélioration des services à la population,
- le développement territorial.

Afin de les atteindre, la communauté de communes s'est dotée d'un certain nombre de compétences:
- aménagement de l'espace communautaire
- actions de développement économique
- politique du logement
- voirie
- protection et mise en valeur de l'environnement
- développement culturel, sportif et politique en faveur de l'enfance et de la jeunesse
- compétence sociale
- sauvegarde des services au public
- participation au Pays d'Ouest Limousin
- nouvelles technologies de l'information et de la communication
- réalisation d'études préalables à la prise de nouvelles compétences
- protection civile, défense incendie.

## Géographie

### Climat
| Mois                              | jan. | fév. | mars | avril | mai  | juin | jui. | août | sep. | oct. | nov. | déc. | année |
| --------------------------------- | ---- | ---- | ---- | ----- | ---- | ---- | ---- | ---- | ---- | ---- | ---- | ---- | ----- |
| Température minimale moyenne (°C) | 2    | 2    | 4    | 6     | 9    | 12   | 14   | 15   | 12   | 9    | 5    | 3    | 7,75  |
| Température maximale moyenne (°C) | 7    | 8    | 11   | 14    | 18   | 21   | 24   | 24   | 20   | 16   | 10   | 8    | 15,08 |
| Précipitations (mm)               | 63,7 | 59,1 | 47,4 | 57,1  | 58,4 | 55,9 | 53,1 | 51,9 | 54,1 | 72,6 | 71,8 | 68,4 | 58,46 |

## Démographie
| 2012  | 2013  |
| ----- | ----- |
| 6 037 | 6 028 |

## Histoire

### Richard Cœur de Lion

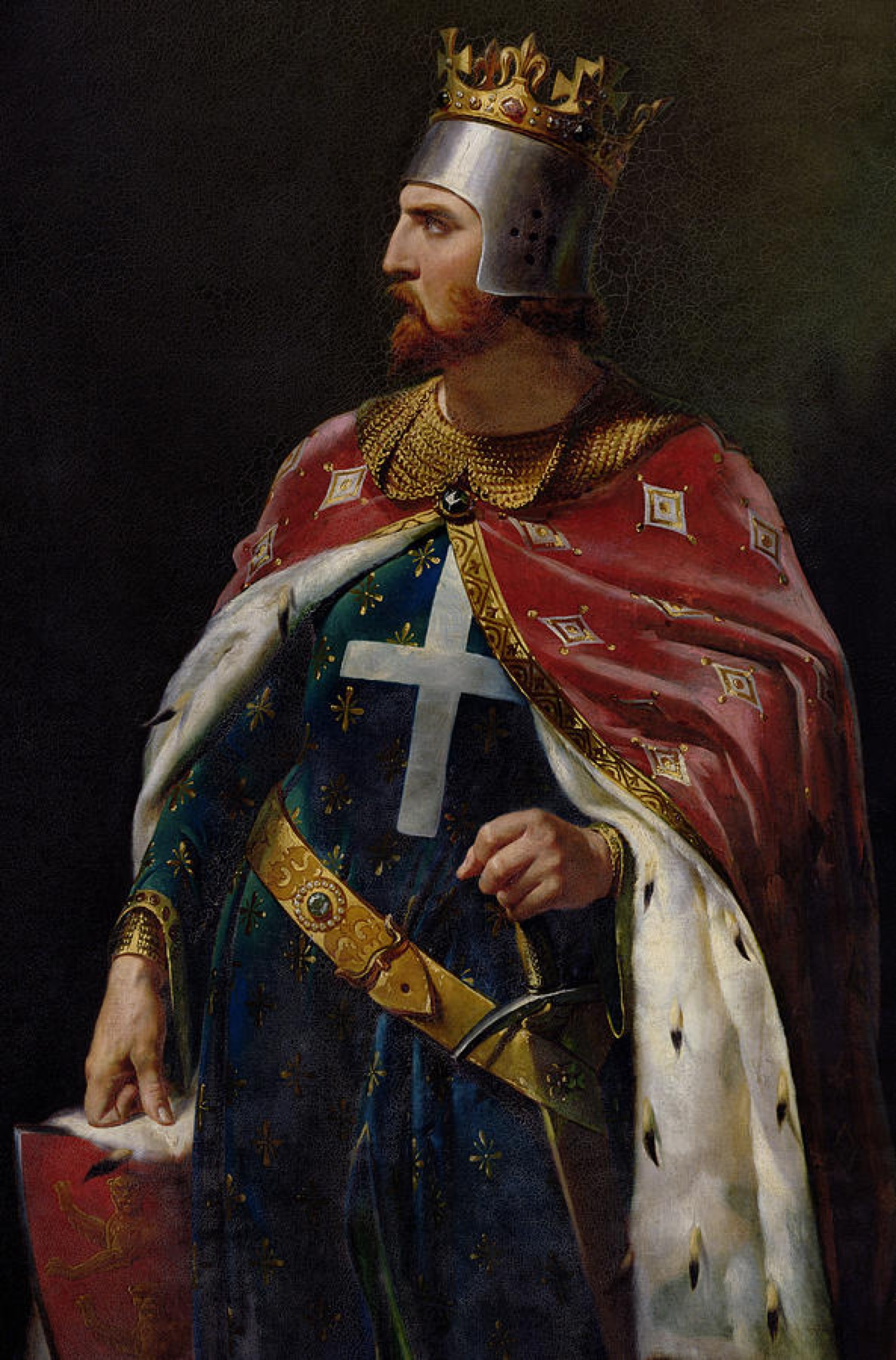
Que mon corps soit enterré à Fontevrault, mon cœur dans la cathédrale de Rouen, quant à mes entrailles qu'elles restent à Châlus

En 1199, Richard Cœur de Lion marche sur la vicomté de Limoges pour punir son vassal Adhémar V de son ralliement au roi de France. Il met alors le siège devant le château vicomtal de Châlus-Chabrol. Le 26 mars 1199, il reçoit au cou un carreau d'arbalète tiré depuis le donjon par Pierre Basile. Il meurt des suites de cette blessure le 6 avril dans les bras de sa mère Aliénor qui reçoit ses dernières volontés : « que mon corps soit enterré à Fontevrault, mon cœur dans la cathédrale de Rouen, quant à mes entrailles qu'elles restent à Châlus ».

#### Route Richard Cœur de Lion[4]
La Route Richard Cœur de Lion balisée de 180 km, rassemble quatorze sites, principalement des châteaux forts, ouverts au public et situés sur les confins du Limousin, du Périgord et de l'Angoumois. Quatre d'entre eux sont situés dans les Monts de Châlus : Montbrun, Châlus-Chabrol, Châlus-Maulmont, Les Cars. C'est le lion couronné au cœur percé d'une flèche évoquant le roi d'Angleterre, blessé mortellement à Châlus, qui est l'emblème de cet itinéraire.
Le château des Cars
Demeure des Pérusse, grands serviteurs de l'administration royale du XIVe au XVIIe siècle, le château des Cars présente un profil singulier dans les monts de Châlus. En effet, les découvertes archéologiques révèlent le faste du site durant la Renaissance alors que les ruines montrent l'adaptation de l'architecture à l'utilisation des armes à feu lors des guerres de Religion. Malgré les destructions révolutionnaires, un ensemble de vestiges, formé principalement de deux tours, de pavillons, et de magnifiques écuries ornées de fresques, reste aujourd'hui encore accessible.
Le château de Montbrun
Le château de Montbrun, sur la commune de Dournazac, dépendait au Moyen Âge du comté de Poitou. Il est placé sur la rive d'une petite rivière, le Dournaujou, à proximité du Grand Puyconnieux, un des points culminants des monts de Châlus. Il a été créé à la fin du XIIe siècle par Aymeric Brun qui a fondé aussi, en 1180, à quelques kilomètres, le prieuré de Thavaud.
Le château de Châlus-Maulmont
Il a été construit en 1280 par Géraud de Maulmont, conseiller de la vicomtesse de Limoges, Marguerite de Bourgogne. Il a subi de nombreux dommages surtout à la Révolution. Démantelé en 1790, puis utilisé comme prison, ses vestiges restent les témoins intéressants d'un château de la fin du XIIIe siècle. Dès le Moyen Âge, une agglomération s'est créée autour de ce château avec une nouvelle église et un cimetière.
Le Château de Châlus-Chabrol

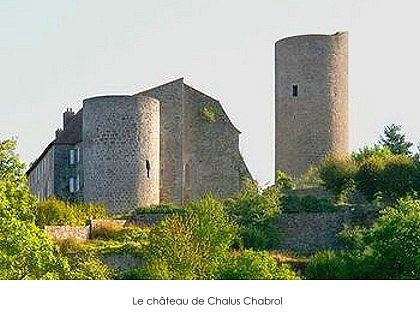
Château de Châlus Chabrol

Le château de Châlus-Chabrol atteste la puissance de ses propriétaires, tous membres de grandes familles de France : les Sully, d'Albret, Borgia et enfin Bourbon. L'événement le plus marquant attaché au château reste la mort du roi d'Angleterre Richard Cœur de Lion venu en faire le siège en 1199.

#### Vers une identité Richard Cœur de Lion en monts de Châlus
La Communauté de communes a signé une convention de partenariat avec l'Université de Limoges afin de mettre en place une identité Richard Cœur de Lion en monts de Châlus.

### Héraldique
|  | Logo des monts de Châlus - un tracé élégant qui symbolise le paysage et souligne l'appellation monts de Châlus de la Communauté de communes. La courbe se termine dans sa phase ascendante, ce qui laisse présager un avenir prometteur ; - la couleur verte souligne le cadre naturel des monts de Châlus sans pour autant trop ancrer la communauté de communes dans la ruralité ; - le nom de la communauté de communes suit les courbes du paysage, il s'adapte à l'existant et n'en dénature pas le caractère. Il vient renforcer une identité préexistante et s'intègre parfaitement au paysage ; - l'accent circonflexe, mis en valeur, apporte une touche supplémentaire de dynamisme. Il ponctue l'horizon, pouvant évoquer l'habitat comme la forêt (exploitation du bois) |
|  | Blason de Richard Cœur de Lion, à partir de 1198 Richard Cœur de Lion adopte ce blason « de gueules aux trois léopards d'or » à partir de 1198 jusqu'à sa mort un an plus tard. Ce blason sera également le blason des rois d'Angleterre et des ducs d'Aquitaine de 1198 à 1340 : de Jean sans Terre (1166 † 1216), d'Henri III (1207 † 1272), d'Édouard Ier (1237 † 1307), d'Édouard II (1284 † 1327) et d'Édouard III (1312 † 1377). |
|  | Blason de la Route touristique Richard Cœur de Lion. Ce blason, « de gueules au lion d'or rampant, lampassé au cœur transpercé d'une flèche », sert à baliser la route touristique Richard Cœur de Lion. |

## Économie

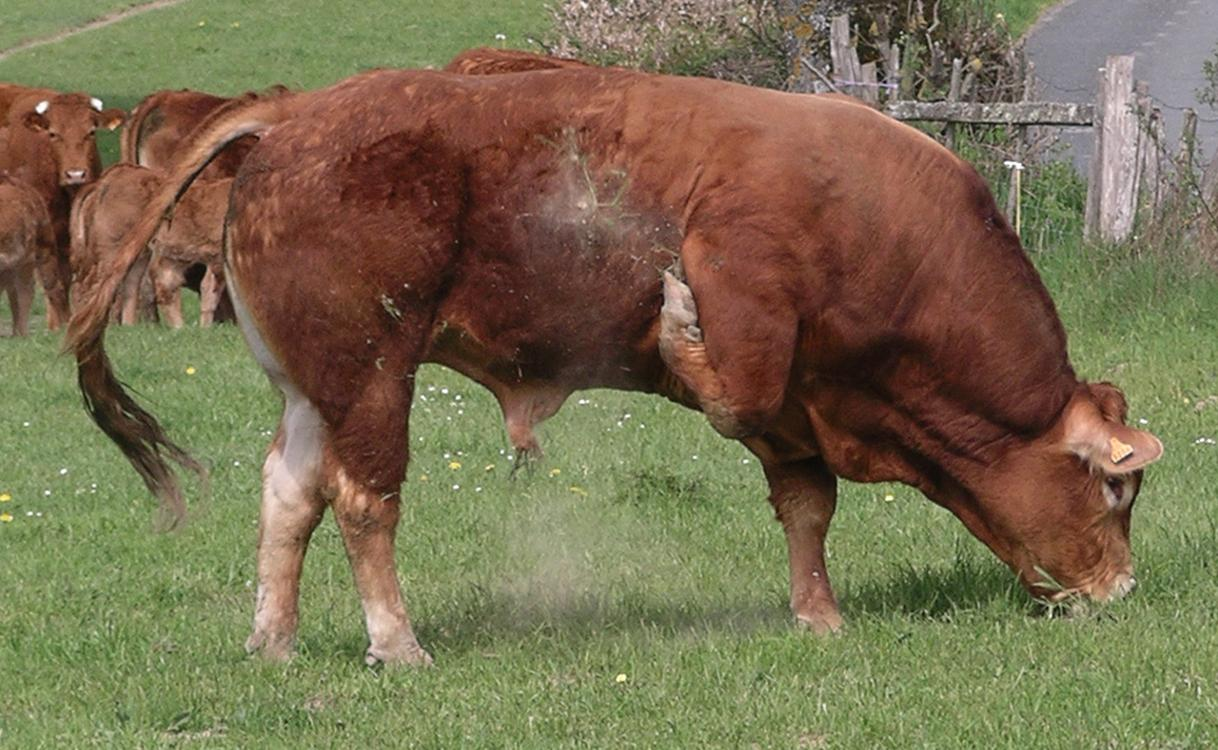
Taureau limousin

Aujourd’hui plus de 400 établissements sont présents sur le territoire, principalement autour de quatre domaines d'activités :
- la filière Bois,
- la filière agricole,
- la filière touristique,
- les entreprises artisanales, commerciales et de service.

### La filière bois
La forêt couvre les monts de Châlus sur environ 5 400 ha, ce qui représente un taux de boisement de 27 %. Elle se compose essentiellement de taillis pour un peu plus de 59 % de sa superficie (notamment de châtaignier), mais aussi de futaies résineuses, pour plus de 24. Les communes les plus boisées sont Bussière-Galant, Les Cars et Pageas, bénéficiant d’un taux de boisement respectif de 43 %, 34 % et 30 %,.
De cette forêt découlent un panel d’activités liées au travail du bois et notamment du châtaignier, mais aussi au savoir-faire réputé des feuillardiers. Ces activités sont relativement nombreuses (35 entreprises selon les données SIRENE 2005) et se répartissent sur l’ensemble de la filière bois, à savoir, de la sylviculture et l’exploitation forestière (18 entreprises, principalement localisées sur Bussière-Galant) aux activités de première et de seconde transformation du bois (17 entreprises).
Le Parc naturel régional Périgord-Limousin a mis en place une Charte Forestière de Territoire, depuis 2004, sur dix communes dont cinq se situent sur les monts de Châlus : Bussière-Galant, Les Cars, Châlus, Dournazac et Pageas.
Elle a pour objectifs de :
- Renforcer la compétitivité de la forêt en améliorant d’un point de vue qualitatif et quantitatif les produits forestiers du terroir.
- Participer au maintien et au développement de l’emploi en favorisant la formation continue, la promotion des différents métiers et la compétitivité des entreprises locales.
- Assurer une multifonctionnalité durable de la forêt en favorisant la préservation des écosystèmes et des sites remarquables du territoire, la résorption des conflits d’usage et l’amélioration de l’accueil en forêt.

Le PNR organise tous les deux ans, en partenariat avec la Communauté de communes des monts de Châlus, un salon professionnel du châtaignier : Châtaignier en projets. Il a pour principal objectif de valoriser et promouvoir la filière du châtaignier tout en générant des retombées économiques pour les entreprises locales.

### La filière agricole
La production est consacrée essentiellement à l'élevage.
La surface fourragère principale, somme des superficies toujours en herbe et des fourrages, occupe 88,1 %  de la superficie agricole utile.
L’élevage est principalement un élevage bovin et ovin (cf. tableau ci-dessous). L’élevage bovin quant à lui progresse et tend à se spécialiser vers la production de viande (broutard, veau sous la mère). Berceau de race oblige, près de neuf vaches sur dix sont des limousines.
Il s'agit d'un impact certain sur l'économie locale :
- de nombreuses entreprises et de nombreux emplois dépendent directement du maintien de l’activité agricole. C’est le cas par exemple des entreprises de commerce de gros de matériel agricole (S.A Bouchaud et Lathière à Châlus, SARL Tournois à Flavignac, etc.) et de produits agricoles (SA Agricenetre Dumas à Flavignac, Copar à Châlus, etc.);
- de nombreux commerces ont une partie de leur chiffre d’affaires liée à la présence d’agriculteurs sur le territoire des monts de Châlus. C’est le cas par exemple des commerces alimentaires de proximité ou des quincailleries.

## Infrastructures et transports
Infrastructures terrestres
- Un axe routier majeur : la RN21

La Communauté de communes des monts de Châlus est traversée du Nord au Sud par un axe routier majeur et structurant : la RN21 reliant Limoges à Tarbes et l'Espagne via notamment Périgueux. Cet axe représente une véritable opportunité de développement du fait qu’il draine des flux économiques et humains importants, influencés par la proximité des agglomérations de Limoges (35 km) et de Périgueux (66 km). Depuis l'ouverture de la déviation d'Aixe-sur-Vienne, le trafic va en s'accroissant les échanges étant facilités avec l'agglomération de Limoges et les équipements structurants proches (A 20 et A 89, aéroport de Limoges, Universités, C.H.U, etc.).
Euro 21, l'association regroupant les chambres de commerces et d'industrie des 5 départements concernés par le tracé de l'actuel RN21 (Haute-Vienne, Dordogne, Lot-et-Garonne, Gers, Hautes-Pyrénées) milite pour la mise à deux fois deux voies de cet axe stratégique entre Paris et Madrid d'ici 2020.
- Un maillage de routes secondaires satisfaisant

L’axe RN 21 est complété par un réseau de routes secondaires, composé pour l’essentiel de deux départementales : 
- - RD 901 : Oradour-sur-Vayres / Châlus / Bussière-Galant
  - la RD 6bis puis la RD 15 : Dournazac / Châlus / Les Cars / Nexon.

Celles-ci desservent le territoire selon une orientation nord-ouest / sud-est pour la RD 901 et nord-est / sud-ouest pour la RD 6bis / RD15. Par ailleurs elles présentent une qualité satisfaisante et génèrent un trafic moyen journalier de 800 véhicules selon les statistiques 2004 de la DDE.

### Transports en commun
Le train express régional

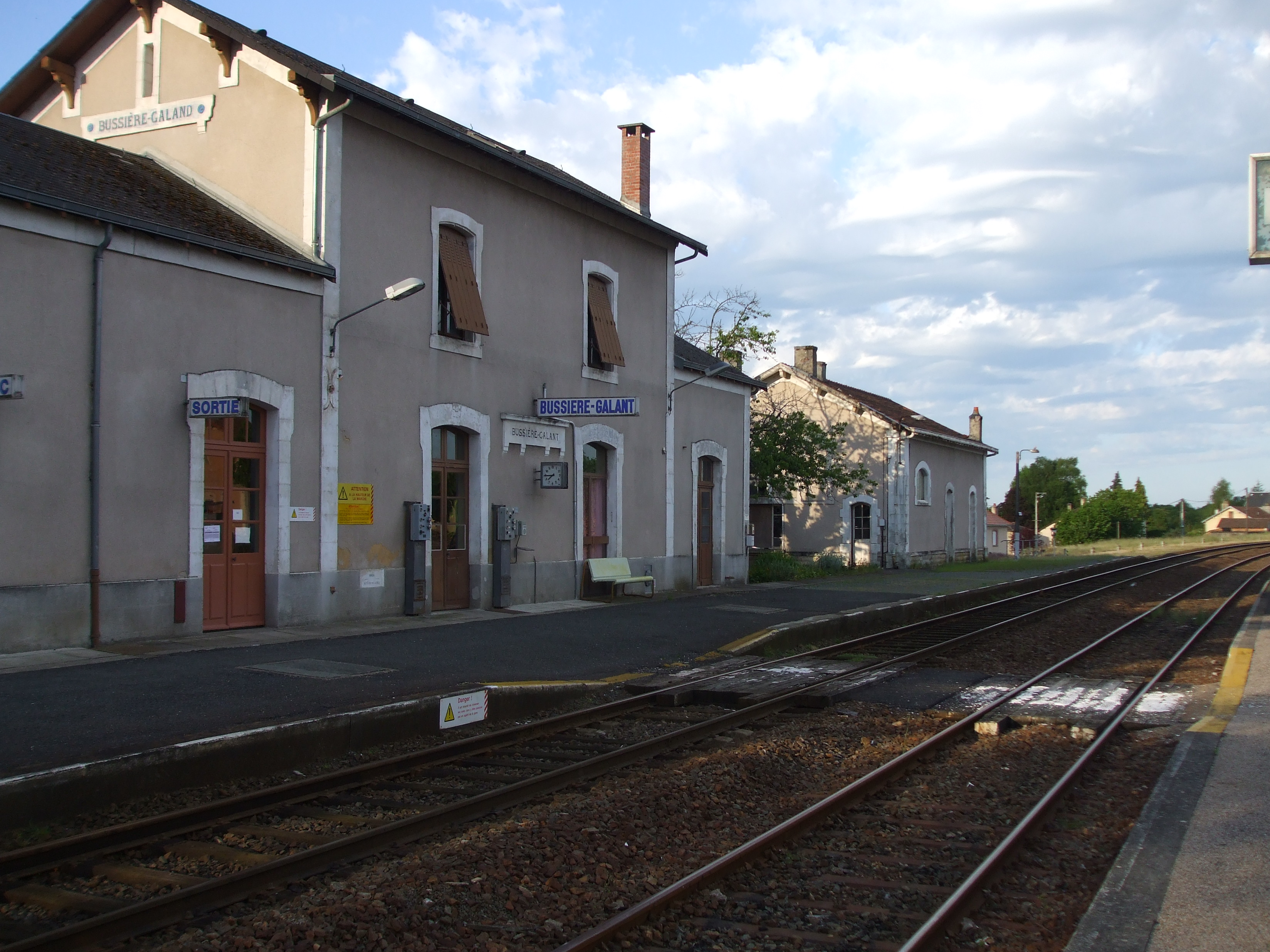
Gare de Bussière-Galant

Une ligne de train traverse la communauté de communes des monts de Châlus : la ligne Limoges – Périgueux – Bordeaux. Elle correspond à la ligne 4 du réseau TER Limousin et en est la plus fréquentée, en partie grâce aux nombreux échanges interurbains entre Périgueux et Limoges.
Deux arrêts sont principalement utilisés par la population : Nexon, pour les habitants de Lavignac, Flavignac, Pageas et des Cars, et Bussière-Galant pour les autres communes.
- Nexon – Limoges : le temps de trajet est d'environ 15 minutes. Les horaires sont fréquents aussi bien en aller qu’en retour, notamment pour des trajets domicile-travail : en semaine, 14 allers de 5 H à 21 H et 16 retours de 6 H à près de 22 H. Le nombre de trajets du samedi et dimanche réunis atteint 14 allers et 18 retours, avec des horaires répartis sur toute la journée. La gare de Nexon profite d'une des meilleures dessertes du réseau TER Limousin et possède une fréquentation satisfaisante. Cette fréquentation est facilitée par la proxim : le temps de trajet est de 25 minutes. Le nombre d'arrêts est important pour une gare rurale, avec neuf allers-retours par jour en semaine, et 10 allers et 12 retours sur la totalité du week-end.
- Bussière-Galant – Limoges : le temps de trajet est de 25 minutes. Le nombre d'arrêts est important pour une gare rurale, avec 9 allers-retours par jour en semaine, et 10 allers et 12 retours sur la totalité du week-end.

Il existe une quinzaine de places de stationnement devant la gare.

#### Le Réseau Haute-Vienne en car
Il existe trois lignes de car circulant toute l'année sur la communauté de communes des monts de Châlus : les lignes 11, 15 et 16. Elles sont à destination de tous les publics mais restent encore majoritairement fréquentées par les scolaires. 
Un trajet simple sans abonnement coûte 2 euros.
- Ligne 11 : Bussière-Galant – Rochechouart – Saint-Junien – Limoges : arrêts à la gare de Bussière-Galant et dans le bourg de Châlus, au Belvédère. Départ le matin, retour le soir. La ligne est surtout intéressante pour les déplacements vers Rochechouart et Saint-Junien.
- Ligne 15 : Limoges – Dournazac (- La Chapelle Montbrandeix) : arrêts dans le bourg de Dournazac et à Vigneras, au collège de Châlus, au Mazaubert à Pageas, dans le bourg des Cars et dans le bourg de Flavignac. Un aller-retour par jour matin et soir, auquel il faut en rajouter un supplémentaire le mercredi midi.
- Ligne 16 : Châlus – Limoges : arrêts au collège de Châlus, à Pageas en bordure de RN21, à Tirvaillas et chez Eymard. Ce trajet s’effectue selon un rythme de deux allers-retours par jour (matin, midi et soir).

## Habitat[11]
Catégorie de logements
Le parc de logements des monts de Châlus compte 3 568 logements en 1999. Il a cru de 4 % entre les deux recensements.
Ce parc se caractérise par :
- une majorité de résidences principales

En 1999, 76 % des logements des monts de Châlus sont des résidences principales. Pageas et Flavignac sont les communes où la part des résidences principales est la plus importante (respectivement 83 % et 82 %), Dournazac est celle où elle est la plus faible(62 %).
- Des résidences secondaires en forte augmentation

Entre 1990 et 1999, le parc de résidences secondaires a crû de 10 %. Lavignac est la commune où l’augmentation  a été la plus forte (+ 38 %).
Il est à noter toutefois, que certains ressortissants, après une période d’occupation temporaire, décident de s’installer de manière définitive dans les monts de Châlus. 
- Une reconquête des logements vacants

Les logements vacants ne représentent plus que 7 % du parc de logements en 1999, soit une baisse de 26 % par rapport à 1990.
- Une majorité de propriétaires occupants

La grande majorité des résidences principales sont occupées par des propriétaires occupants. Ces derniers résident essentiellement dans des maisons individuelles.
On constate cependant que le nombre de propriétaires occupants croît moins vite que celui des locataires entre 1990 et 1999 (9 % contre 7 %). Les Cars et Bussière-Galant sont les communes où l’évolution du nombre de locataires est la plus significative (+ 51 % et + 38 %).

## Étapes
Châteaux des Cars, de Montbrun, de Châlus Maulmont et de Châlus Chabrol.
| Étape précédente Limoges | Pèlerinage de Saint-Jacques-de-Compostelle Via Lemovicensis | Étape suivante La Coquille |

Lavignac, Flavignac, Les Cars, Pageas et Châlus sont situées sur l’itinéraire du pèlerinage de Saint-Jacques-de-Compostelle (via lemovicensis ou route de Vézelay).
La commune de Flavignac, pour faire face à l'afflux de pèlerins, a aménagé récemment un refuge pèlerin en face de l'église.

## Manifestations (Liste non exhaustive)

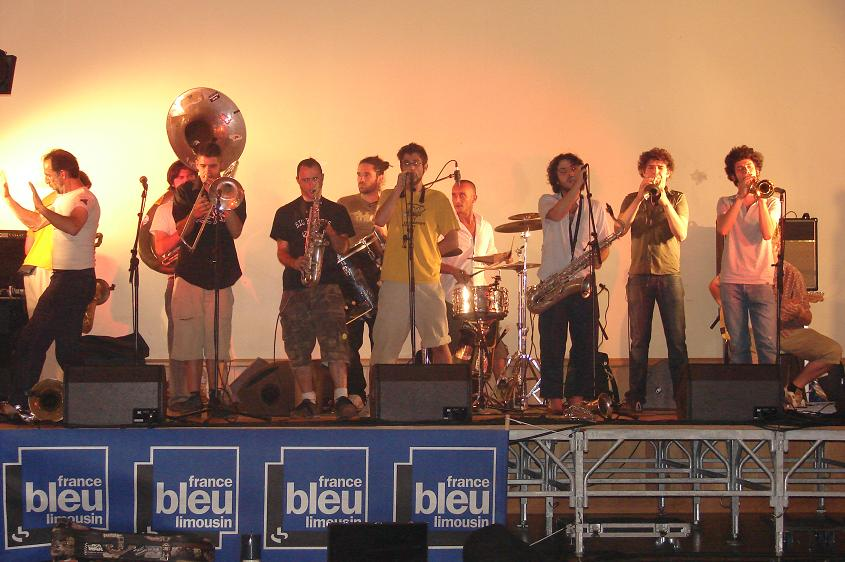
Bouge Ton Zinc, Les Touffes Kretiennes

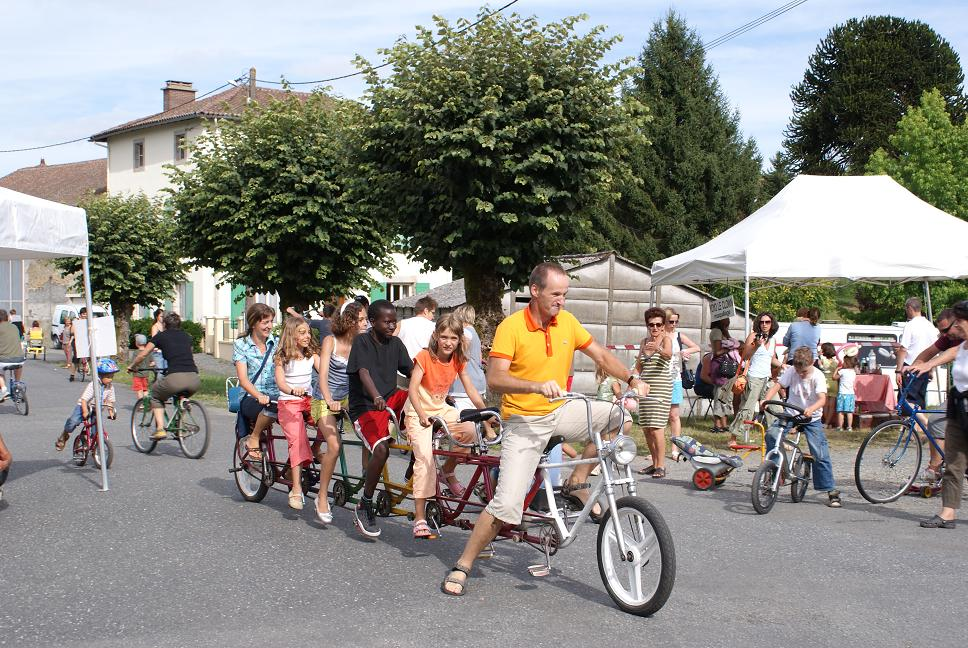
La voie en Fête... à la découverte d'engins fantaisistes

## Manifestations (Liste non exhaustive)[12]
- Festival Bouge Ton Zinc[13] : le concept de l’opération est de faire du cafetier un ambassadeur de son territoire (relais d’information touristique, promotion des productions locales) et de son café un lieu d’animations favorisant la rencontre entre population locale et clientèles touristiques.
- Organisation pendant la période estivale de 3 animations, en semaine, en alternance avec des marchés : 
  - café concert
  - café théâtre de rue
  - café arts de la rue

La troisième édition en 2009 a connu un succès populaire avec près de 1 100 festivaliers.
- Marchés de producteurs fermiers et traiteurs les mercredis en juillet et août. Ils ont la particularité d'être animés par des groupes musicaux. Plus de 2 000 personnes sont venus manger des produits locaux de qualité et s'imprégner de l'ambiance spécifique de ces marchés.
- La voie en Fête, début août propose des animations variées et ludiques (engins fantaisistes, initiation au vélo-rail, au roller, etc.), entre Bussière-Galant et Oradour/Vayres, le long de l'axe voie vélo-rail - voie verte.
- Journées de Pays
  - Pageas, 1er week-end de juillet : Fête du Bien Manger
  - Bussière-Galant, 2e week-end d'octobre : Journées du Champignon et de la nature
  - Flavignac, 3e week-end d'octobre : Fête du cidre et de la pomme
  - Dournazac, dernier week-end d'octobre : Journées de la châtaigne
  - Châlus, 3e week-end de novembre : Journées des Pépiniéristes
- Journée du Livre, dont la 1re édition s'est déroulée le samedi 5 décembre 2009 à la médiathèque de Bussière-Galant et a connu un succès populaire notable. L'invité d'honneur de la 1re édition était Patrick Sobral, l'auteur de la série BD Les Légendaires.  Cette manifestation est organisée par le réseau de lecture publique de la Communauté de communes des monts de Châlus[14].

Elle vise un large public, les ouvrages présentés lors de cette journée déclineront tous les genres littéraires qu’il s’agisse des livres pour enfants ou ceux destinés aux adultes, en allant du roman à la bande dessinée en passant par les documentaires ou encore les livres d’artistes. L’essence même de cet événement est de donner un accès direct à la Culture et à la lecture en particulier afin de faire découvrir au plus grand nombre que la littérature, loin d’être un domaine réservé, a pour but, de par la diversité de ses genres, de toucher toutes les personnalités, que l’on soit dévoreurs de livres ou simples lecteurs. En provoquant des rencontres avec les auteurs, illustrateurs et éditeurs, la Communauté de Communes a voulu créer un moment de partage et de découverte, le livre-objet s’incarnant pour une journée unique en la personne de son créateur  pour permettre à de nombreux lecteurs de donner un sens à ses mots, ses idées. En bref, une journée pour rencontrer ses auteurs préférés, découvrir l’univers du livre et faire de ce moment un événement exceptionnel, valorisant une initiative inédite au cœur d’un territoire rural dynamique et aux ambitions culturelles louables.

## Personnalités liées à la Communauté de communes des monts de Châlus
- Saint Waast (VIe siècle), catéchèse de Clovis ;
- Hugues de La Certa, né à Châlus en 1071, rédacteur de la Règle de l’ordre des grandmontains ;
- Géraud de Frachet, né à Châlus en 1205, historien et hagiographe de l’Ordre des Dominicains ;
- Richard Cœur de Lion, mortellement blessé à Châlus en 1199 ;
- Géraud de Maulmont (1222,† 1299), conseiller des rois Philippe le Hardi et Philippe le Bel ;
- Famille de Loménie, originaire de Flavignac ;
- Maison de Pérusse des Cars, famille ducale française ;
- Les Bourbon-Châlus, branche aînée, mais non dynaste, de la Maison de France ;
- Gina Palerme (1885,† 1977), actrice de music-hall et de cinéma muet ;
- Guy des Cars (1911, † 1993) à écrivain français, romancier à succès ;
- Georges-Emmanuel Clancier, écrivain français, poète et romancier ;
- Pierre Desproges (1939, † 1988), humoriste français réputé pour son anti-conformisme virulent ;